# سوريا في الألعاب المتوسطية 2005
شاركت سوريا في الألعاب المتوسطية 2005 في المرية وفازت بذهبية واحدة, و 5 ميداليات فضية و 5 ميداليات برونزية.